# Constantin Năstase
Constantin Năstase (n. 3 iunie 1915, Mioveni, România – d. 30 octombrie 2023, Mioveni, Argeș, România) a fost un centenar român care a fost cel mai în vârstă general-maior în viață din România și al doilea cel mai în vârstă om în viață cunoscut (și veteran) din România și Balcani (în spatele lui Ilie Ciocan) la vremea sa moarte.

## Biografie
A absolvit Școala Normală „Carol I” din Câmpulung Muscel. În 1938, Năstase a primit diploma de învățător în Pitești.
A luptat în cel de Al Doilea Război Mondial, pe Frontul de Răsărit,  din iunie 1941 până în 1944. Ca ofițer de rezervă al Armatei Române, a participat în cadrul Regimentului 19 Infanterie Caracal la Bătălia de la Odesa (1941) și la Bătălia de la Stalingrad (1942-43). A scăpat cu viață de la Stalingrad și a mărșăluit mii de kilometri prin stepa din Rusia, la temperaturi de -40° C. După 75 de zile de marș a ajuns în România unde a fost internat de urgență la Spitalul Militar din Craiova.
După absolvirea Facultății de Matematică și Fizică a Universității din București, a devenit profesor de matematică și fizică. În 1977, ca titular al catedrei la Școala Racovița, s-a pensionat.

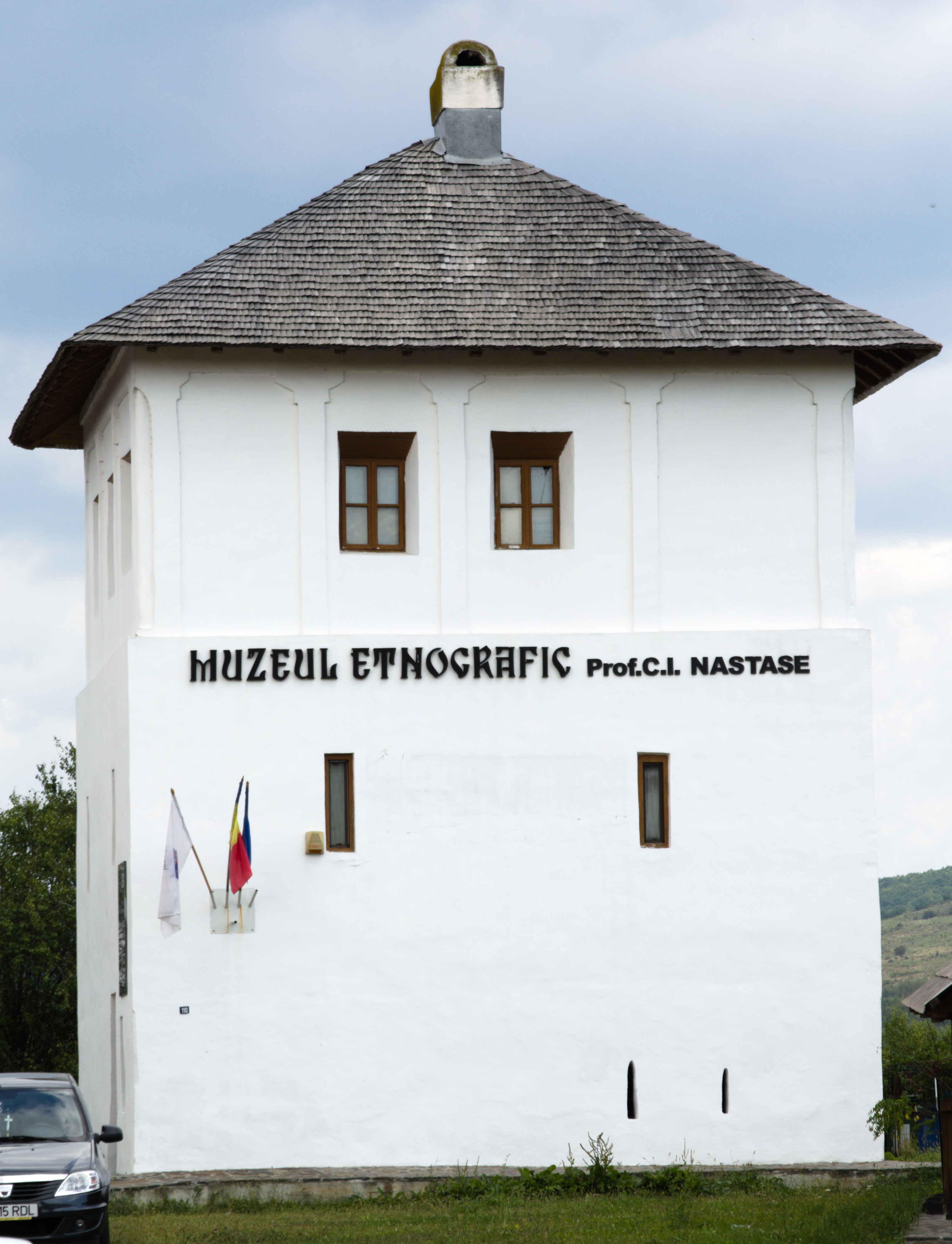
Cula Racovița, Muzeul Etnografic prof. C. I. Năstase din Mioveni

Începând cu 12 septembrie 1970, prin grija și eforturile depuse de Constantin Năstase, Cula Racovița găzduiește Muzeul Etnografic din Mioveni, acesta fiind amenajat pe următoarea structură: îndeletniciri, obiecte de artă, port popular, ceramică, elemente de artă populară, arme, mărturii religioase, unelte de tâmplărie și dogărie, toate secțiile însumând peste 800 de obiecte și exponate.
În 2022, a fost avansat de la gradul de general de brigadă (cu o stea) la gradul de general-maior (cu 2 stele).
Constantin Năstase a murit la Milveni, Argeș, România la 30 octombrie 2023, la vârsta de 108 ani, 149 de zile.